# Tin Pan Alley
Tin Pan Alley es un término que designa a un grupo de productores y compositores musicales centrados en la ciudad de Nueva York que dominaron la música popular estadounidense durante los últimos años del siglo XIX y comienzos del siglo XX.
El nacimiento del Tin Pan Alley suele datarse hacia 1885, cuando varios editores musicales se trasladaron al distrito de Manhattan, concretamente al número 28 de West Street, entre Broadway y la Sexta Avenida. La importancia artística e industrial del grupo cayó dramáticamente al inicio de la Gran Depresión en la década de los años 1930, en el periodo en que las industrias fonográfica y radiofónica comenzaban a sustituir a la industria de publicación de partituras como motor de la industria musical estadounidense; aun así, continuó ejerciendo cierta influencia hasta la década de los años 1950, cuando comenzó a desarrollarse el Rock and roll. 
El término Tin Pan Alley puede utilizarse también para describir el área geográfica donde se concentra un gran número de productores musicales o tiendas de instrumentos musicales, como por ejemplo, la calle Denmark en Londres; en la década de los años 1920, dicha calle era conocida como "Britain's Tin Pan Alley", por la cantidad de tiendas de instrumentos musicales. Actualmente sigue conservando dicho sobrenombre y la misma profusión de tiendas, realizándose en ella cada verano el festival británico Tin Pan Alley Festival.

## Historia
A mediados del siglo XIX, el control de los derechos de autor de las melodías en Estados Unidos era escaso, publicando cada editor musical su propia versión de cualquier canción que fuera famosa en ese momento. Un ejemplo de ello son las canciones de Stephen Foster, que generaron millones de dólares con la publicación de sus partituras; Foster no obtuvo casi ningún beneficio de dichas ventas y murió en la pobreza.
Con la mejora de las leyes de protección de los derechos de autor, compositores, letristas y editores musicales comenzaron a trabajar en busca de un beneficio económico mutuo. 
Mientras que los mayores editores musicales se establecieron en la ciudad de Nueva York, editores de menor tamaño (asociados generalmente con tiendas de música o imprentas) se establecieron por todo el país, en zonas de interés para la publicación musical como Chicago, Nueva Orleans, San Luis y Boston. No obstante, cuando una canción se convertía en un éxito moderado, eran los editores musicales de Nueva York los que solían adquirir los derechos de la misma.
Los intérpretes de vodevil que actuaban en la ciudad de Nueva York acudían a las empresas del Tin Pan Alley para encontrar nuevas canciones que incorporar a sus actuaciones: mientras que los intérpretes de segunda y tercera clase solían tener que pagar por los derechos de uso de una nueva canción, los intérpretes más famosos obtenían copias gratuitas de la misma llegando incluso a recibir dinero por interpretarla.
El Tin Pan Alley, se especializó en sus inicios en baladas melodramáticas y canciones cómicas ("novelty songs"), interesándose posteriormente por estilos musicales populares como la música ragtime y el cakewalk, pero no por el jazz y el blues, debido a que los editores musicales estaban centrados en producir material musical que pudiera ser interpretado por cantantes aficionados o pequeños grupos musicales en pueblos.

## Influencia en leyes y negocios
Un grupo de empresas musicales del Tin Pan Alley music fundó, el 11 de junio de 1895, la Music Publishers Association of the United States, presionando sin éxito al Gobierno de los Estados Unidos a favor de la revisión de los derechos de copyright Treloar Copyright Bill, para extender los derechos de autor en publicaciones musicales por un periodo adicional de 40 años, pudiendo extenderlo otros 20 años más. 
La American Society of Composers, Authors and Publishers (ASCAP) fue fundada en 1914 para ayudar en la protección de los intereses de editores y compositores musicales, vetando la entrada a futuros miembros que no estuvieran avalados por otros miembros. Se estima que, a finales de la década de 1910, el 90 % de la producción de partituras y grabaciones fonográficas vendidas en Estados Unidos, pagaron royalties a la ASCAP.

## Compositores y letristas
Algunos compositores y letristas destacados del Tin Pan Alley incluyen a:
- Milton Ager
- Thomas S. Allen
- Ernest Ball
- Irving Berlin
- Shelton Brooks
- Nacio Herb Brown
- Irving Caesar
- Hoagy Carmichael
- George M. Cohan
- Con Conrad
- Buddy DeSylva
- Walter Donaldson
- Paul Dresser
- Dave Dreyer
- Al Dubin
- Dorothy Fields
- George Gershwin
- Ira Gershwin
- James P. Johnson
- Isham Jones
- Gus Kahn
- Jerome Kern
- Al Lewis
- F.W Meacham
- Ethelbert Nevin
- Maceo Pinkard
- Lew Pollock
- Andy Razaf
- Harry Ruby
- Al Sherman
- Ted Snyder
- Kay Swift
- Albert von Tilzer
- Harry von Tilzer
- Fats Waller
- Harry Warren
- Richard Whiting
- Harry Woods
- Jack Yellen
- Vincent Youmans

## Temas destacados
Temas destacados del Tin Pan Alley incluyen:
- "After the Ball"' (Charles K. Harris, 1892)
- "The Man Who Broke the Bank at Monte Carlo" (Charles Coborn, 1892)
- "The Sidewalks of New York" (Lawlor y Blake, 1894)
- "The Band Played On" (Charles B. Ward y John F. Palmer, 1895)
- "Mister Johnson, Turn Me Loose" (Ben Harney, 1896)
- "A Hot Time in the Old Town Tonight" (Joe Hayden y Theodore Mertz, 1896)
- "Warmest Baby in the Bunch" (George M. Cohan, 1896)
- "At a Georgia Campmeeting" (Kerry Mills, 1897)
- "Hearts & Flowers" (Theodore Moses Tobani, 1899)
- "Hello My Baby (Hello Ma Ragtime Gal)" (Emerson, Howard y Sterling, 1899)
- "Only a Bird in a Gilded Cage" (Harry Von Tilzer, 1900)
- "Mighty Lak' a Rose" (Ethelbert Nevin y Frank L. Stanton, 1901)
- "Bill Bailey, Won't You Please Come Home" (Huey Cannon, 1902)
- "In the Good Old Summertime" (Ren Shields y George Evans, 1902)
- "Give My Regards To Broadway" (George M. Cohan, 1904)
- "The Glow-Worm|Shine Little Glow Worm" (Paul Lincke y Lilla Cayley Robinson, 1907)
- "Shine on Harvest Moon" (Nora Bayes y Jack Norworth, 1908)
- "Take Me Out to the Ball Game" (Albert Von Tilzer, 1908)
- "By The Light of the Silvery Moon" (Gus Edwards y Edward Madden, 1909)
- "Down by the Old Mill Stream" (Tell Taylor, 1910)
- "Come, Josephine, in My Flying Machine" (Fred Fisher y Alfred Bryan, 1910)
- "Let Me Call You Sweetheart" (Beth Slater Whitson y Leo Friedman, 1910)
- "Alexander's Ragtime Band" (Irving Berlin, 1911)
- "Some of These Days" (Shelton Brooks, 1911)
- "Peg o' My Heart" (Fred Fisher y Alfred Bryan, 1913)
- "The Darktown Strutters Ball" (Shelton Brooks, 1917)
- "K-K-K-Katy" (Geoffrey O'Hara, 1918)
- "God Bless America" (Irving Berlin, 1918; revisado en 1938)
- "Oh by Jingo!" (Albert Von Tilzer, 1919)
- "Swanee" (George Gershwin, 1919)
- "Carolina in the Morning" (Gus Kahn y Walter Donaldson, 1922)
- "Lovesick Blues" (Cliff Friend y Irving Mills, 1922)
- "Way Down Yonder In New Orleans" (Creamer y Turner Layton, 1922)
- "Yes, We Have No Bananas" (Frank Silver y Irving Cohn, 1923)
- "I Cried for You" (Arthur Freed y Nacio Herb Brown, 1923)
- "Wanita" (Al Sherman y Sam Coslow, 1923)
- "Everybody Loves My Baby" (Spencer Williams, 1924)
- "All Alone" (Irving Berlin, 1924)
- "Sweet Georgia Brown" (Maceo Pinkard, 1925)
- "Baby Face" (Bennie Davis y Harry Akst, 1926)
- "Lindbergh (The Eagle Of The U.S.A.)" (Al Sherman y Howard Johnson, 1927)
- "(Potatoes Are Cheaper, Tomatoes Are Cheaper) Now's The Time To Fall In Love" (Al Sherman y Al Lewis, 1933)
- "You Gotta Be A Football Hero" (Al Sherman, Buddy Fields y Al Lewis, 1933)